# アメリカ合衆国国務次官（経済成長・エネルギー・環境担当）

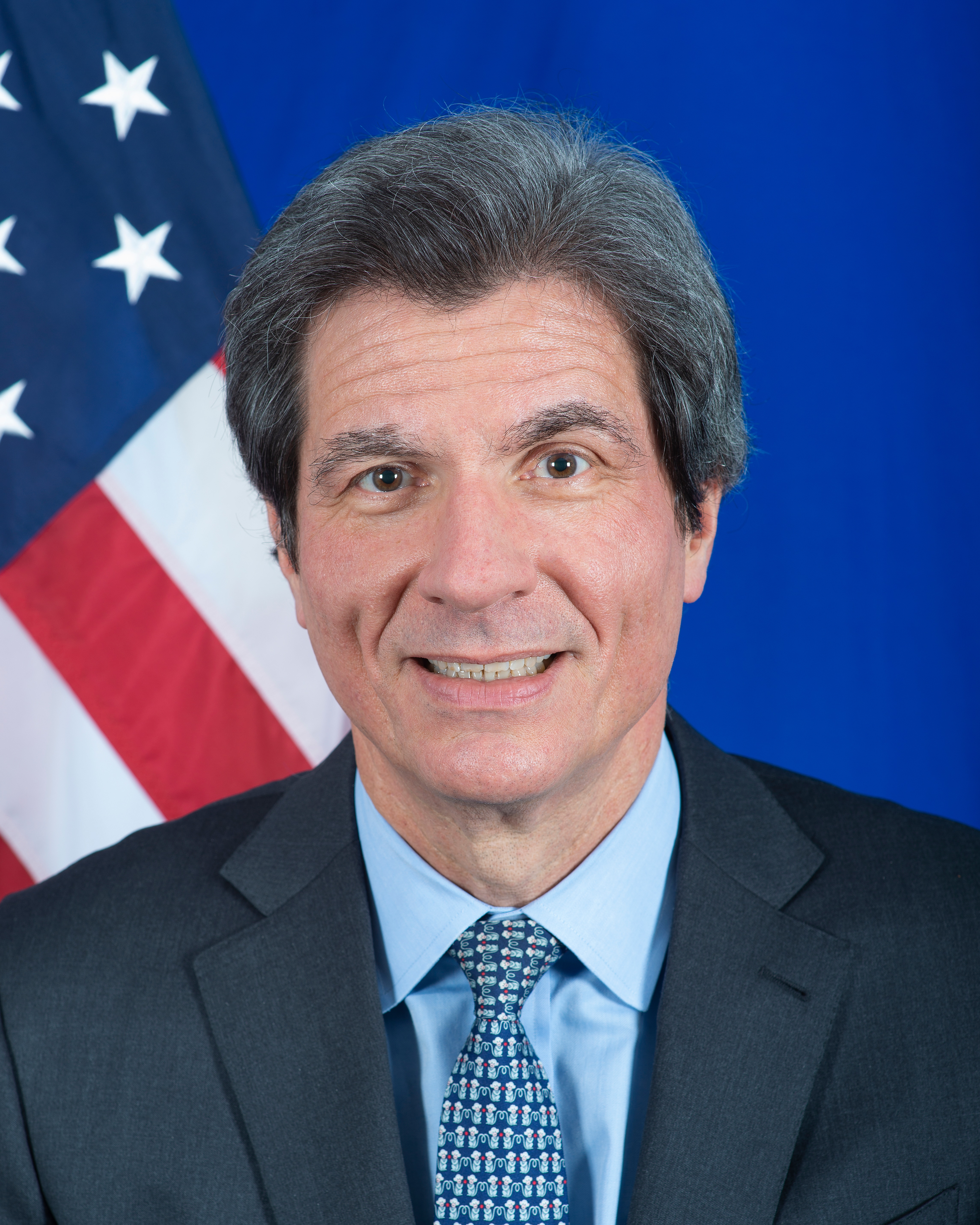
2025年1月まで国務次官を務めたホセ・フェルナンデス

アメリカ合衆国において国務次官（経済成長・エネルギー・環境担当）（こくむじかん けいざいせいちょう・エネルギー・かんきょうたんとう、Under Secretary for Economic Growth, Energy, and the Environment）は、国務次官の一人である。同職は、国務省の上席経済顧問を務め、国際経済政策に関して国務長官に助言する。また、米国の経済的相手国との貿易や農業、航空、2国間通商関係に関する業務を主導する。
現在、経済成長・エネルギー・環境担当国務次官は空席である。
議会の法律は、1946年8月1日に省内第3位の幹部として経済担当国務次官に2年の任期を初めて認めた。しかし同職は更新されず、1947年から1958年までは、対外経済問題を扱う職は国務次官代理または国務次官補のいずれかであった。1958年6月30日、議会は相互安全保障法により、経済担当国務次官職を再び設置した。1959年6月30日の国務省組織法は、政治担当国務次官または経済担当国務次官のいずれかを任命する権限を大統領に付与した。
経済担当国務次官が置かれなかった1959年から1972年までの間、国務次官代理または国務次官補が再び対外経済問題担当の幹部職員となった。1972年7月13日、議会は対外関係委任法に基づき、経済問題と政治問題担当の、国務次官に相当する独立・常設の職を設置した。1985年8月16日、議会は同職を農業問題も含めた名称に改めた。この「経済・農業担当国務次官」は、対外経済及び商業政策に関する主席顧問として長官及び副長官（かつては国務次官）に仕える。明示された任務や責任、課題は時期により多種多様であった。各在職者は、その肩書きの一部として便利な名称で委任された。1994年5月12日、職名が経済・実業・農業担当国務次官に改められ、さらに2011年に現在の職名となった。

## 国務次官（経済担当）（1946年—1985年）
| 氏名                      | 就任日        | 退任日         | 大統領                        |
| ------------------------- | ------------- | -------------- | ----------------------------- |
| ウィリアム・L・クレイトン | 1946年8月3日  | 1947年10月15日 | ハリー・S・トルーマン         |
| C・ダグラス・ディロン     | 1958年7月1日  | 1959年6月11日  | ドワイト・D・アイゼンハウアー |
| ジョージ・W・ボール       | 1961年2月1日  | 1961年12月3日  | ジョン・F・ケネディ           |
| トマス・C・マン           | 1965年3月18日 | 1966年5月31日  | リンドン・B・ジョンスン       |
| ウィリアム・J・ケイシー   | 1973年2月2日  | 1974年3月14日  | リチャード・ニクソン          |
| チャールズ・W・ロビンソン | 1975年1月3日  | 1976年4月9日   | ジェラルド・フォード          |
| ウィリアム・D・ロジャーズ | 1976年6月18日 | 1976年12月31日 | ジェラルド・フォード          |
| リチャード・N・クーパー   | 1977年4月8日  | 1981年1月19日  | ジミー・カーター              |
| マイアー・レイシッシュ    | 1981年6月29日 | 1982年1月20日  | ロナルド・レーガン            |
| W・アレン・ウォリス       | 1982年9月23日 | 1989年1月20日  | ロナルド・リーガン            |

## 国務次官（経済・農業担当）（1985年—1994年）
国務次官（経済担当）の職は、1985年8月16日に「国務次官（経済・農業担当）」と改められた。
| 氏名                        | 就任日        | 退任日        | 大統領                   |
| --------------------------- | ------------- | ------------- | ------------------------ |
| W・アレン・ウォリス         | 1982年9月23日 | 1989年1月20日 | ロナルド・リーガン       |
| リチャード・T・マコーマック | 1989年4月14日 | 1991年5月3日  | ジョージ・H・W・ブッシュ |
| ロバート・ゾーリック        | 1991年5月20日 | 1992年8月23日 | ジョージ・H・W・ブッシュ |
| ジョアン・E・スペロ         | 1993年4月1日  | 1997年2月24日 | ビル・クリントン         |

## 国務次官（経済・実業・農業担当）（1994年—2011年）
国務次官（経済・農業担当）の職は、1994年5月12日に「国務次官（経済・実業・農業担当）」と改められた。
| 氏名                                | 就任日         | 退任日        | 大統領                                  |
| ----------------------------------- | -------------- | ------------- | --------------------------------------- |
| ジョーン・スペロ                    | 1993年4月1日   | 1997年2月24日 | ビル・クリントン                        |
| ステュアート・E・アイゼンシュタット | 1997年6月6日   | 1999年6月16日 | ビル・クリントン                        |
| アラン・ラーソン                    | 1999年11月24日 | 2005年2月25日 | ビル・クリントン、ジョージ・W・ブッシュ |
| ジョゼット・シーラン                | 2005年8月23日  | 2007年4月4日  | ジョージ・W・ブッシュ                   |
| ロイベン・ジェフェリー3世           | 2007年6月27日  | 2009年1月20日 | ジョージ・W・ブッシュ                   |
| ロバート・D・ホーマッツ             | 2009年9月23日  | 2013年7月31日 | バラック・オバマ                        |

## 国務次官（経済成長・エネルギー・環境担当）（2011年以降）
国務次官（経済・実業・農業担当）の職は、2011年12月8日に「国務次官（経済成長・エネルギー・環境担当）」と改められた。
| 氏名                                 | 就任日        | 退任日        | 大統領             |
| ------------------------------------ | ------------- | ------------- | ------------------ |
| ロバート・D・ホーマッツ              | 2009年9月23日 | 2013年7月31日 | バラック・オバマ   |
| キャサリン・A・ノヴェッリ            | 2014年4月22日 | 2017年1月20日 | バラック・オバマ   |
| マニーシャ・シン（事務取扱）         | 2018年9月28日 | 2019年6月20日 | ドナルド・トランプ |
| キース・クラック                     | 2019年6月21日 | 2021年1月20日 | ドナルド・トランプ |
| マーシア・ベルニキャット（事務取扱） | 2021年1月20日 | 2021年8月5日  | ジョー・バイデン   |
| ホセ・フェルナンデス                 | 2021年8月6日  | 2025年1月20日 | ジョー・バイデン   |